# Jean-Claude Martinez
Pour les articles homonymes, voir Martinez.
Ne doit pas être confondu avec Serge Martinez.
Jean-Claude Martinez né le 30 juillet 1945 à Sète, Hérault, est un homme politique et juriste français.
Professeur émérite à l'université Paris-II, spécialiste de droit fiscal, il a par ailleurs été vice-président du Front national de 1985 à 2008.

## Biographie
Fils d’un « militaire électricien » d'origine espagnole, Jean-Claude Martinez naît le 31 juillet 1945 à Sète, dans l'Hérault.

### Formation
Lauréat du concours général en biologie, bachelier du lycée Paul-Valéry de Sète, il est diplômé d'études littéraires générales et du Conservatoire d'art dramatique de Montpellier.
Il soutient en 1976 à l'université Montpellier-1 une thèse de doctorat en droit,.
Il est ensuite[Quand ?] major de l'agrégation de droit public.
Il est diplômé du Centre d’étude et de recherche en droit international et relations internationales de l’Académie de droit international de La Haye et docteur honoris causa de l'université de São Paulo.

### Carrière musicale
Jeune, il participe à l'émission de Mireille, Le Petit Conservatoire de la chanson, crée une maison de disques, puis fait des tournées avec Salvatore Adamo et Anne Vanderlove durant les années yéyé.
Auteur de Seulement voilà, tube de l'année 1969, il a été parolier de Frida Boccara.

### Carrière professionnelle
Parti en coopération au Maroc, il est repéré par le ministre de l'Intérieur, Driss Basri, et nommé successivement chargé de mission à l'Inspection générale des finances, directeur des études à l'École nationale d'administration de Rabat (1976-1980), puis conseiller fiscal d'Hassan II — poste où il coordonne la rédaction du premier Code général des impôts marocain.
Il est ensuite, à partir de 1986, professeur de droit public et de science politique à l'université Paris-II, responsable du cours de finances publiques, ainsi que d'un cours sur la théorie de l'impôt dans le cadre du master 2 de recherche en droit fiscal de l'établissement. Il a enseigné à Paris II (campus de Melun) jusqu'à l'année universitaire 2017-2018.
Il est aussi professeur invité aux universités du Rosaire de Bogota, de Kinshasa et de Monterrey. À l'âge de la retraite, il accède à l'éméritat.
Il a dirigé près de 70 thèses de doctorat.

### Débuts en politique (1969-1985)
Selon certains, il aurait d'abord été militant socialiste ; le 10 mai 1981, il aurait fêté l'élection de François Mitterrand sur la place de la Comédie, à Montpellier. « Ce mythe — écrit Géraud Durand — provient du fait que, jeune étudiant, il rédige en 1969 un mémoire sur la psychanalyse du PS, et, pour ses recherches, assiste aux côtés de Jules Moch aux congrès socialistes d'Alfortville et d'Issy-les-Moulineaux. De là naît une confusion, souvent entretenue de bonne foi par la presse. ».
Il est découvert en 1982 par Bernard Pons, secrétaire général du Rassemblement pour la République (RPR), qui lui propose de le prendre auprès de lui comme consultant fiscalité ; le projet échoue, face au barrage que lui oppose Yvan Blot, directeur de cabinet de Bernard Pons.
Désireux de défendre la Nouvelle-Calédonie française, il fonde en 1984 l'Association pour le respect des lois de la République avec notamment Alain Poher, et l'Union pour la Nouvelle-Calédonie française avec Pierre Maresca et Dick Ukeiwé.
Après avoir animé à Montpellier la Ligue des contribuables, il crée en 1985 l'Association pour la suppression de l'impôt sur le revenu et la réforme fiscale (ASIREF) et devient directeur de sa Lettre du contribuable.

### Au Front national (1985-2008)
Il rejoint le Front national (FN) en 1985 à l'occasion de la stratégie de « rassemblement national » élaborée pour les élections législatives de 1986, en qualité de fondateur des conventions pour l'Avenir. Il y restera vingt-trois ans.
Il devient vice-président du parti la même année, et participe à la rédaction de son programme pour les élections législatives de l'année suivante,
intitulé Pour la France,.
Il est conseiller municipal de Montpellier dans les années 1980[Quand ?].
Le 5 avril 1986, il déclare au Monde que « parmi les étudiants en droit, ce sont les plus nuls qui font la magistrature », et évoque les « affaissements génétiques » des juges sortis de l'École de Bordeaux, ce qui lui vaut des reproches de l'Union syndicale de la magistrature,.
Élu député de l'Hérault le 15 mai 1986, le président de l'Assemblée nationale, Jacques Chaban-Delmas dira lors d'une séance : « Monsieur Martinez, vous avez déjà dépassé le temps qui vous était alloué. Je tolère ce dépassement parce que vous avez beaucoup de talent et que l'Assemblée est très attentive à ce que vous dites, mais n'en abusez pas ! » et Jacques Chirac remarquera de sa part, une intervention « brillante ».
La même année 1986, il négocie et aboutit à un accord d'entente avec Jacques Blanc au conseil régional du Languedoc-Roussillon.
En novembre 1986, il présente le rapport de la commission des finances sur l'éducation nationale, qui suscite un tollé,. L'année suivante, rapporteur spécial de ce budget, il prononcera un discours expurgé de déclarations polémiques.
En décembre 1986, il est victime d'un canular de Globe, qui lui fait accroire qu'un émissaire du président souhaiterait le rencontrer afin de lui proposer un portefeuille ministériel ; mis au courant, il saisit des faits Robert Pandraud, ministre délégué à la Sécurité.
En 1988, à l'occasion, il appelle à un accord de l'UDF et du RPR avec le FN, déclarant que ces formations « prépare[raient] un Hiroshima politique » en le refusant. Il est éliminé au premier tour dans la 7e circonscription de l'Hérault, car devancé par André Vézinhet et Willy Diméglio. Candidat sur la liste européenne du parti l'année suivante après lui avoir versé 50 000 francs, premier non-élu, il envisage un temps d'être candidat à l'élection municipale de Nouméa, où il loue à cette occasion un appartement, puis devient député européen après la démission de Claude Autant-Lara.
En novembre 1989, il participe à Nice aux Assises internationales de la désinformation, organisées par l'Institut d'études de la désinformation et soutenues par la municipalité de Jacques Médecin.
D'après Emmanuelle Reungoat, il contribue à orienter le positionnement du FN, d'abord « pro-intégrationniste », vers l'opposition à la Communauté économique européenne (CEE) et au supranationalisme.
En 1990, il crée le Cercle national des agriculteurs de France (CNAF), qui publie la Lettre européenne aux paysans. La même année, à l'occasion d'une visite en Papouasie-Nouvelle-Guinée, il est mordu par une de ses collègues parlementaire britannique.
Le 19 décembre 1991, sa venue à l'Institut d'études politiques de Paris, suscitant des heurts, est écourtée.
Il devient conseiller régional du Languedoc-Roussillon en 1992.
Candidat en 1993 dans la 1re circonscription des Pyrénées-Orientales, il est battu par le sortant Claude Barate. La même année, lors de la municipale partielle de Perpignan, il ne parvient pas à gêner Jean-Paul Alduy dans son accession au fauteuil de maire, sa liste arrivant en 3e position. Il démissionne du conseil municipal dès le 21 juin.
En 1997, il est battu par Gilbert Roseau dans la 1re circonscription de l'Hérault. La même année, il est chargé du portefeuille de l'Économie et des Finances et de l'animation du contre-gouvernement du FN.
Opposé à Bruno Mégret, Jean-Claude Martinez soutient Jean-Marie Le Pen lors de la scission de 1998. Il dirige la campagne frontiste lors des élections européennes de 1999. Après les régionales de l'année 1998, il participe à l'élection de Jacques Blanc à la tête d'un exécutif de droite allié au FN.
En 2001, il devient président de la Convention pour l'avenir du Languedoc-Roussillon.
Il évite de peu un entartage au siège du Parlement européen, à Bruxelles, le 24 avril 2002. Il est un temps pressenti comme directeur de la campagne de Le Pen lors de l'élection présidentielle, poste qui revient finalement à Bruno Gollnisch. Aux législatives de juin, il est candidat malheureux face à François Liberti dans la 7e circonscription de l'Hérault.
Il n'est pas réélu aux élections régionales de 2004. En juin suivant, tête de liste aux européennes dans la nouvelle circonscription qui regroupe Midi-Pyrénées, Aquitaine et Languedoc-Roussillon, il réalise un résultat de 8,6 % et est réélu.
Candidat aux élections législatives de 2002 dans la septième circonscription de l'Hérault, il obtient 20,13 % des suffrages au premier tour, ce qui lui permet de se qualifier au second tour, lors d'une triangulaire avec un candidat communiste et de l'UMP. Il obtient au second tour 17,15 %. À nouveau candidat en 2007, il obtient 7,41 % des suffrages au premier tour, ce qui ne lui permet pas d'accéder au second tour.
Le 25 juin 2005, il est reçu avec Carl Lang par Dominique de Villepin, Premier ministre, à l'occasion d'une consultation des partis.
Après le résultat de Jean-Marie Le Pen en deçà de ses attentes lors de l'élection présidentielle de 2007, il attaque Marine Le Pen, estimant que la direction de la campagne a été confiée « à des enfants ». Aux législatives de juin suivant, candidat face à Gilles d'Ettore dans la Septième circonscription de l'Hérault, il est éliminé dès le premier tour.
Le 25 septembre 2008, au cours d'une conférence de presse au siège parisien du Parlement européen, il annonce envisager d'être candidat à la succession de Jean-Marie Le Pen à la tête du FN, prévue pour 2010. En octobre 2008, il annonce sa décision d'être candidat aux élections européennes de juin 2009 dans la région Sud-Ouest, face à la liste officielle du Front national, dont il est vice-président. Il annonce également sa volonté de présenter, sous l'étiquette Maison de la vie et des libertés (MVL), des listes dissidentes dans toutes les régions françaises. Il voit Fernand Le Rachinel annoncer son ralliement à sa démarche et son souhait d'être à la tête d'une telle liste dans la région Nord-Ouest. Le 13 novembre 2008, Carl Lang annonce lors d'un « point presse » dans les salons de l'hôtel Kyriad, à Boulogne, qu'il mène une liste dans la région Nord-Ouest face à Marine Le Pen et qu'il va prochainement rencontrer Martinez afin de déterminer si leurs initiatives respectives peuvent s'articuler.
Le 17 novembre 2008, il est suspendu du Front national par son bureau exécutif pour s'être présenté aux élections européennes contre Louis Aliot, de même que Carl Lang.

### Depuis 2009
À l'occasion des élections européennes de 2009, il conclut un accord avec le Parti de la France fondé par Carl Lang ; Martinez est tête de liste pour la circonscription Sud-Ouest, dans laquelle il obtient 0,92 % des suffrages. La même année, il fonde l'Alliance de civilisation Europe-Amérique latine.
En 2011, Jean-Marie Le Pen se constitue partie civile, avec Marine Le Pen, et attaque Martinez pour diffamation devant le tribunal correctionnel de Paris. En juin 2012, il fait moins de 1 % dans la 4e circonscription de l'Hérault. Le 9 octobre 2012, il est relaxé par le tribunal correctionnel de Paris.
Il soutient la tentative de candidature — avortée — de Carl Lang à l'élection présidentielle de 2012. En 2014, il mène la liste Force vie dans la circonscription Sud-Ouest aux élections européennes. Il obtient 0,78 % des suffrages. La même année, il est nommé au Prix de l'humour politique pour la phrase : « J’ai eu Marine Le Pen comme étudiante à Assas, elle est du même niveau que Dati et Morano ; elle écrit en phonétique ».
En mai 2015, il publie Mohammed VI, le roi stabilisateur — ouvrage qui se veut une réponse au Roi prédateur de Catherine Graciet et Éric Laurent —, dans lequel il évoque les défis que, selon lui, la France et l’Europe « ne peuvent relever qu’avec le roi », et dénonce « l’attitude de Paris, qui ne cesse de critiquer [le Maroc] au nom des droits de l’homme ».
En décembre de la même année, il mène la liste Force France Sud pour l'élection régionale en Languedoc-Roussillon-Midi-Pyrénées. Avec 0,69 % des suffrages exprimés, celle-ci termine à la dernière place des 11 listes présentes au premier tour.
En septembre 2016, il annonce, depuis la maison d'arrêt de Carcassonne, sa candidature à l'élection présidentielle de 2017,,. Il recueille trois signatures d'élus.
Lors des élections législatives de 2017 dans la 7e circonscription de l'Hérault, il affronte le député sortant Sébastien Denaja. Il recueille 0,86 % des suffrages et est éliminé au 1er tour.
En 2022, il est à nouveau candidat aux législatives, mais cette fois-ci dans la 9e circonscription des Français établis hors de France ; il est éliminé dès le premier tour.

## Positions
Au FN, il est le représentant d'une sensibilité « alternationiste ».
Lauréat, en 1988, du prix Renaissance de l'économie récompensant des économistes libéraux[réf. nécessaire], qui lui est remis par Maurice Lauré, il est longtemps considéré comme un libéral autant par la gauche et la droite anti-libérales que par les libéraux eux-mêmes. De 1986 à 2008, Martinez défend la défiscalisation et la suppression de l'impôt sur le revenu — lequel, selon lui, n'accablerait que les classes moyennes.
En 1998, il se dit « surtout martinézien ».
Depuis 2008, il est toutefois favorable à un protectionnisme rigoureux et une entrée obligatoire de l'État dans le capital des groupes du CAC 40 ; il réclame une taxation proportionnée à leur chiffre d'affaires.

## Ouvrages
- Travaux pratiques d'organisation des entreprises : préparation aux BEP commerciaux 1re année, agent administratif, sténodactylographe-correspondancier, comptabilité, mécanographie, Paris-Bruxelles-Montréal, Dunod, 1973, 99 p. (ISBN 2-04-003331-9).
- Avec Henri Dorandeu et Marie-Françoise Furet, La Guerre et le Droit, Paris, Pedone, 1979, 335 p. (ISBN 2-233-00067-6).
- Le Statut de contribuable : l'élaboration du statut  (préf. Pierre Lalumière et Georges Péquignot, av.-propos Max Laxan) (thèse de doctorat en droit remaniée), Paris, Librairie générale de droit et de jurisprudence, coll. « Bibliothèque de science financière » (no 15), 1980, IX + 394 (ISBN 2-275-01166-8).
- Avec Pierre Di Malta, Droit budgétaire, Paris, Librairies techniques, 1982 (réimpr. 1988 et 1999), 738 p. (ISBN 2-7111-0388-9, lire en ligne).
- Le Commerce des armes de guerre, Paris, Presses universitaires de France, coll. « Que sais-je ? » (no 2116), 1983, 127 p. (ISBN 2-13-038071-9).
- La Fraude fiscale, Paris, Presses universitaires de France, coll. « Que sais-je ? » (no 2180), 1984 (réimpr. 1990), 127 p. (ISBN 2-13-038475-7).
- Lettre ouverte aux contribuables, Paris, Albin Michel, coll. « Lettre ouverte », 1985, 226 p. (ISBN 2-226-02205-8).
- Les Conventions de double imposition, Paris, Litec, 1986, 90 p. (ISBN 2-7111-0596-2).
- Dir. avec Jean Lamarque, 1789-1989, la révolution fiscale à refaire, Paris, Litec, 1987, 356 p. (ISBN 2-7111-0699-3).
- Avec Pierre Di Malta, Droit fiscal contemporain : l'impôt, le fisc, le contribuable, t. I, Paris, Litec, 1986, 478 p. (ISBN 2-7111-0599-7).
- Les Cent Premiers Jours de Jean-Marie Le Pen à l'Élysée, Paris, Lettres du monde, 1988, 349 p..
- Autant en emporte l'Europe, Paris, Jean-Cyrille Godefroy, 1989, 279 p. (ISBN 2-86553-077-9).
- Avec Pierre Di Malta, Droit fiscal contemporain : les impôts, le droit français, le droit comparé, t. II, Paris, Litec, 1989, 468 p. (ISBN 2-7111-0900-3).
- Sous sa dir., L'Impôt sur le revenu en question, Paris, Litec, 1989, XX + 357 (ISBN 2-7111-0894-5).
- Maastricht, le non de tous les miens, Paris, Lettres du monde, 1992, 237 p. (ISBN 2-7301-0046-6).
- Cent discours pour la France : le Front national à Strasbourg  (préf. Jean-Marie Le Pen), Paris, Lettres du monde, 1994, 335 p. (ISBN 2-7301-0076-8).
- Sous sa dir. (préf. Henri Yrissou), La Réforme fiscale contre le chômage, Paris, Lettres du monde, 1995, 333 p. (ISBN 2-7301-0092-X).
- L'Europe folle  (préf. Jean-Marie Le Pen), Ploufragan, Les Presses bretonnes, 1996, XIV + 304 (ISBN 2-85615-015-2).
- Sous sa dir., Dieu et l'Impôt, Paris, Godefroy de Bouillon, 2001, 528 p. (BNF 37642990).
- La Piste américaine : vache folle, fièvre aphteuse, Paris, Lettres du monde, 2002, 220 p. (ISBN 2-7301-0158-6).
- La Faucille ou le McDo' : l'Europe et les États-Unis dans le nouvel ordre alimentaire mondial, Paris, Lettres du monde, 2003, 299 p. (ISBN 2-7301-0170-5).
- Avec Jeanne-Isabelle Martinez, Europe-États-Unis : la guerre agricole de quarante ans, Paris-Budapest-Turin, L’Harmattan, 2003, 280 p. (ISBN 2-7475-5558-5).
- Sous sa dir. (préf. Juan Manuel Fabra Valles), Une constitution fiscale pour l'Europe, Paris, Lettres du monde, 2004, 227 p. (ISBN 2-7301-0178-0).
- Avec Jean-Pierre Thiollet, Demain 2021 : la France entre la région, l'Europe, et le monde : entretiens avec Jean-Pierre Thiollet, Paris, Godefroy de Bouillon, 2004, 291 p. (ISBN 2-84191-161-6).
- J’apprends à lire la Constitution européenne : de A à Z, Paris, Godefroy de Bouillon, 2005, 375 p. (ISBN 2-84191-171-3).
- À tous les Français qui ont déjà voté une fois Le Pen, Paris, Lettres du monde, 2006, 261 p. (ISBN 2-7301-0204-3).
- Avec Norma Caballero, La Mondialisation guérie : découverte du vaccin douanier, Paris, Lettres du monde, 2007, 110 p. (ISBN 978-2-7301-0216-2).
- Sous sa dir. (préf. Michel Danet), Les Droits de douane déductibles contre le retour du protectionnisme : ouvrage collectif, Paris, L'Harmattan, 2008, 181 p. (ISBN 978-2-296-06285-6).
- Avec Norma Caballero, L'Album secret du Parlement européen, Montpellier, Maison de la vie, 2009, 199 p..
- Les Sept Sujets dont les candidats à la présidentielle ne vous parlent pas, Chaintreaux, France-Empire, 2012, 171 p. (ISBN 978-2-7048-1120-5).
- Euthanasie : stade suprême du capitalisme, Versailles, Via romana, 2013, 197 p. (ISBN 979-10-90029-49-1).
- Sous sa dir. (préf. Ahmed Elallali), L'Autonomie financière territoriale : un paradigme planétaire revisité, Paris, L'Harmattan, 2014, 686 p. (ISBN 978-2-343-03254-2, lire en ligne).
- Mohammed VI, le roi stabilisateur, Paris, Jean-Cyrille Godefroy, mai 2015, 240 p. (ISBN 978-2-86553-267-4)  — écrit avec la collaboration de Ramu de Bellescize, Pierre-Yves Rougeyron, Norma Caballero, François-Nils Thoren et Jean-Pierre Thiollet.
- 2017, le monde a besoin de la France : la France, le monde, la vie, Montpellier, Force France vie, 2016, 90 p. (lire en ligne).
- Ma république des maires : pour en finir avec ces présidentielles, Paris, Jean-Cyrille Godefroy, coll. « Essais », 2016, 252 p. (ISBN 978-2-86553-282-7).
- Dir. (préf. Jawad Kerdoudi et Andrés Rohde Ponce, postface María Claudia Lacouture), L'OMC de Marrakech à Washington : 1994-2017, Paris, L'Harmattan, 2017, 284 p. (ISBN 978-2-343-12249-6, lire en ligne).
- Dictionnaire irrévérencieux du Parlement européen, Paris, Muller, 2019, 590 p. (ISBN 979-10-90947-26-9).
- Une nouvelle ère : le Coronalithique, Chiré, 2021  (ISBN 978-2-8519-0272-6).
- Nouvelle-Calédonie : quoi qu'il en coûte, la France doit rester, Godefroy de Bouillon, 2021.
- Et pourtant... le matin des paysans : lettre agricole aux candidats, Godefroy de Bouillon, 2022  (ISBN 978-2-8419-1406-7).
- Le Grand Livre de la civilisation du Maroc, éd. illustrée, Paris, Éditions Jean-Cyrille Godefroy, 800 p., 2023  (ISBN 978-2865533329).